# فرنسيس براينت
فرنسيس براينت (بالإنجليزية: Francis Bryant)‏ هو لاعب اتحاد الرغبي نيوزيلندي، ولد في 17 يناير 1982 في ماسترتون ‏ في نيوزيلندا.